# Tipula guentheri
Tipula guentheri är en tvåvingeart som beskrevs av Oosterbroek 1994. Tipula guentheri ingår i släktet Tipula och familjen storharkrankar. Inga underarter finns listade i Catalogue of Life.